# 4331 Hubbard
4331 Hubbard este un asteroid din centura principală, descoperit pe 18 aprilie 1983 de Norman Thomas.